# Parlamentsvalet i Storbritannien 1923
Parlamentsvalet i Storbritannien 1923 hölls 5 december 1923. Conservative Party, under ledning av Stanley Baldwin, fick flest platser, men Labour, under Ramsay MacDonald, och Herbert Henry Asquiths Liberal Party fick tillräckligt många för att förvägra dem egen majoritet. Eftersom den stora frågan i valet hade varit de konservativas förslag om tullreform var det oundvikligt att de inte kunde behålla regeringsmakten, och därför bildades istället Storbritanniens första Labourregering. Regeringen saknade egen majoritet och lyckades bara hålla sig kvar i tio månader, innan ett nytt parlamentsval hölls 1924.
| Parti                            | Röster    | Platser | Förändring | Andel av rösterna (%) |
| Conservative Party               | 5 286 159 | 258     | - 86       | 38,0                  |
| Labour                           | 4 267 831 | 191     | + 49       | 30,7                  |
| Liberal Party                    | 4 129 922 | 158     | + 96       | 29,7                  |
| Irländska nationalister          | 54 157    | 3       |            | 0,4                   |
| Oberoende                        | 36 802    | 3       | - 1        | 0,3                   |
| Communist Party of Great Britain | 34 258    | 0       | - 1        | 0,2                   |
| Belfast Labour Party             | 22 255    | 0       |            | 0,2                   |
| Oberoende Labour                 | 17 331    | 0       | - 1        | 0,1                   |
| Constitutionalist                | 15 500    | 0       |            | 0,1                   |
| Oberoende konservativ            | 15 171    | 0       | - 3        | 0,1                   |
| Scottish Prohibition Party       | 12 877    | 1       |            | 0,1                   |

Totalt antal avlagda röster: 13 909 017.  Alla partier med mer än 1000 röster visade.  Conservative Party inkluderar Ulsterunionister.